# Funció cúbica

Gràfica d'una funció cúbica amb 3 arrels reals (on la corba travessa l'eix horitzontal—on y = 0). El cas mostrat té dos punts crítics. Aquí la funció és ƒ(x) = (x3 + 3x2 − 6x − 8) / 4.

En l'àlgebra, una funció cúbica és una funció de la forma
{\displaystyle f(x)=ax^{3}+bx^{2}+cx+d,\,}
On a és nonzero. En altres paraules, una funció cúbica és definida per un polinomi de grau tres.
Enquadrament ƒ(x) = 0 productes una equació cúbica de la forma:
{\displaystyle ax^{3}+bx^{2}+cx+d=0.\,}
Normalment, els coeficients a, b, c, d és nombres reals. Tanmateix molt de la teoria d'equacions cúbiques de veritat els coeficients aplica a altres tipus de coeficients (com complex uns).
Solucionant l'equació cúbica és equivalent a trobar el valor particular (o valors) de x per quin ƒ(x) = 0. Hi ha diversos mètodes per solucionar equacions cúbiques. Les solucions d'una equació cúbica, també va cridar arrels de la funció cúbica, sempre pot ser trobat algebraicament. (Això és també cert d'un segon grau o un quartic (quart grau) equació, però cap equació de grau alt, per l'Abel–Ruffini teorema). Les arrels també poden ser trobades trigonomètricament. Alternativament, es pot trobar una aproximació numèrica de les arrels en el camp dels nombres reals o complexos, com ara mitjançant l'ús d'algoritmes de recerca d'arrel com el mètode de Newton.

## Història
Les equacions cúbiques van ser sabudes als babilonis antics, grecs, Xinès, Indis, i Egipcis. Babiloni (20è a 16è BC de segles) les pastilles cuneïformes han estat trobades amb taules per calcular cubs i arrels de cub. Els babilonis podrien haver-hi utilitzat les taules per solucionar equacions cúbiques, però cap evidència existeix per confirmar que van fer. El problema de doblar el cub implica el més senzill i equació cúbica estudiada més vella, i un per quins els egipcis antics no van creure una solució va existir. En el segle v aC, Hippocrates va reduir aquest problema a allò de trobar dos roí proportionals entre un ratlla i un altre de dues vegades la seva longitud, però no podria solucionar això amb un compàs i construcció de regla, una tasca que és ara sabut per ser impossible. Mètodes per solucionar les equacions cúbiques apareixen en Els Nou Capítols en l'Art Matemàtic, un text matemàtic xinès compilat al voltant del segle ii aC i comentat damunt per Liu Hui en el segle iii. En el segle iii, el matemàtic grec antic Diophantus enter trobat o solucions racionals per algun bivariate equacions cúbiques (Diophantine equacions). Hippocrates, Menaechmus i Archimedes és cregut per tenir apropat a solucionar el problema de doblar el cub que utilitza encreuant conic seccions, encara que historiadors com Reviel Netz disputa si els grecs pensaven sobre equacions cúbiques o problemes justs que poden dirigir a equacions cúbiques. Alguns altres com T. L. Heath, qui va traduir tot les feines d'Archimedes, discrepa, posant endavant evidència que Archimedes realment les equacions cúbiques solucionades que utilitzen interseccions de dos cons, però també parlat les condicions on les arrels són 0, 1 o 2.

gràfic de dues dimensions d'un cúbic, el polinomi ƒ(x) = ²x3 − 3x2 − 3x + 2.

En el segle vii, a dinastia Tang astrònom matemàtic Wang Xiaotong en el seu tractat matemàtic titulat Jigu Suanjing sistemàticament establert i va solucionar 25 equacions cúbiques de la forma, 23 d'ells amb, i dos d'ells amb .{\displaystyle x^{3}+px^{2}+qx=N}{\displaystyle p,q\neq 0}{\displaystyle q=0}
En el segle xi, el poeta persa-matemàtic, Omar Khayyám (1048–1131), va fer progrés significatiu en la teoria d'equacions cúbiques. En un paper primerenc, va descobrir que una equació cúbica pot tenir més d'una solució i va declarar que no pugui ser solucionat utilitzant compàs i construccions de regla. Ell també trobat una solució geomètrica. En la seva feina més tardana, el Treatise damunt Manifestació de Problemes d'Àlgebra, va escriure una classificació completa d'equacions cúbiques amb les solucions geomètriques generals trobades mitjançant encreuar les seccions còniques.
En el segle xii, el matemàtic indi Bhaskara II va intentar la solució d'equacions cúbiques sense èxit general. Tanmateix, va donar un exemple d'una equació cúbica:
{\displaystyle x^{3}+12x=6x^{2}+35\,}
En el segle xii, un altre matemàtic persa, Sharaf al-Dīn al-Tūsī (1135–1213), va escriure l'Al-Mu'adalat (Treatise en Equacions), el qual va tractar vuit tipus d'equacions cúbiques amb solucions positives i cinc tipus d'equacions cúbiques que no poden tenir solucions positives. Va utilitzar el que més tard seria sabut com el "Ruffini-Horner mètode" a numèricament aproximar l'arrel d'una equació cúbica. Ell també desenvolupat els conceptes d'una funció derivada i els màxims i mínims de corbes per tal de solucionar equacions cúbiques que no poden tenir solucions positives. Va entendre la importància del discriminant de l'equació cúbica per trobar solucions algebraiques a tipus segurs d'equacions cúbiques.
Leonardo de Pisa, també conegut com a Fibonacci (1170–1250), era capaç a de prop aproximar la solució positiva a l'equació cúbica x3 + 2x2 + 10x = 20, utilitzant els nombres babilònics. Va donar el resultat mentre 1,22,7,42,33,4,40 (equivalent a 1 + 22/60 + 7/602 + 42/603 + 33/604 + 4/605 + 40/606), el qual difereix del valor correcte per únic aproximadament tres trillionths.
En el segle xvi primerenc, el matemàtic italià Scipione del Ferro (1465–1526) trobat un mètode per solucionar una classe d'equacions cúbiques, és a dir aquells de la forma x3 + mx = n. De fet, tot les equacions cúbiques poden ser reduïdes a aquesta forma si permetem m i n per ser negatiu, però els nombres negatius no van ser sabuts a ell en aquell temps. Del Ferro va mantenir el seu secret de consecució fins a just abans de la seva mort, quan va dir el seu estudiant Antonio Fiore aproximadament el.

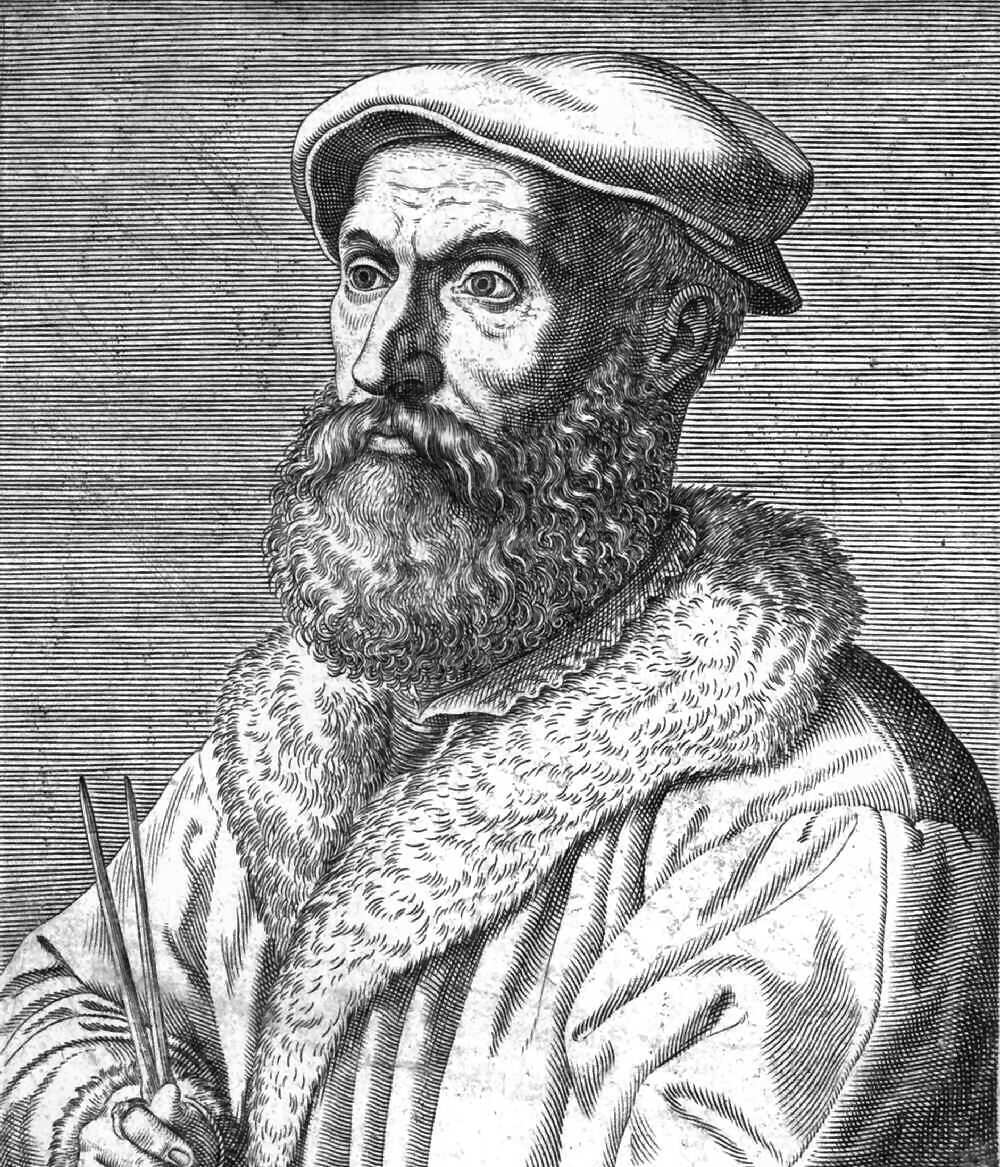
Niccolò Fontana Tartaglia

En 1530, Niccolò Tartaglia (1500–1557) va rebre dos problemes en equacions cúbiques de Zuanne da Coi i va anunciar que els podria solucionar. Sigui aviat desafiat per Fiore, el qual va dirigir a una competició famosa entre el dos. Cadascú contestant va haver de cap amunt d'una quantitat segura de diners i per proposar un nombre de problemes pel seu rival de solucionar. Qui sigui va solucionar més problemes dins 30 dies aconseguirien tots els diners. Tartaglia Va rebre qüestions en la forma x3 + mx = n, per quin hi hagi sortit un mètode general. Fiore va rebre qüestions en la forma x3 + mx2 = n, el qual va provar per ser massa difícil per ell per solucionar, i Tartaglia va guanyar la competició.
Més tard, Tartaglia va ser persuadit per Gerolamo Cardano (1501–1576) per revelar el seu secret per solucionar equacions cúbiques. Dins 1539, Tartaglia va fer tan només en la condició que Cardano mai el revelaria i que si va escriure un llibre sobre cubics, doni Tartaglia temps per publicar. Alguns anys més tard, Cardano va aprendre aproximadament la feina prèvia de Ferro i va publicar el mètode de Ferro en el seu llibre Ars Magna dins 1545, significat Cardano va donar Tartaglia 6 anys per publicar els seus resultats (amb abonar donat a Tartaglia per una solució independent). Cardano promesa amb Tartaglia va declarar que no publiqui Tartaglia feina, i Cardano sentia publiqui del Ferro és, a fi d'aconseguir al voltant de la promesa. No obstant això, aquest dirigit a un repte a Cardano per Tartaglia, el qual Cardano va negar. El repte era finalment acceptat per Cardano estudiant Lodovico Ferrari (1522–1565). Ferrari més ben que Tartaglia en la competència, i Tartaglia va perdre tots dos el seu prestigi i ingrés.
Cardano Va notar que Tartaglia el mètode de vegades li va requerir per extreure l'arrel quadrada d'un nombre negatiu. Ell fins i tot inclòs un càlcul amb aquests nombres complexos en Ars Magna, però no realment l'entengui. Rafael Bombelli va estudiar aquest tema en detall i, per tant, sovint es considera com el descobridor dels nombres complexos.
François Viète (1540–1603) independentment derivat la solució trigonomètrica pel cúbic amb tres arrels reals, i René Descartes (1596–1650) va estendre la feina de Viète.

## Punts crítics d'una funció cúbica
Els punts crítics d'una equació cúbica són aquells valors de x on el pendent de la funció cúbica és zero. Són trobats per posar derivat de l'igual d'equació cúbic a zero obtenint: f ′(x) = 3ax2 + 2bx + c = 0. Les solucions d'aquella equació són els punts crítics de l'equació cúbica i és donat per: (utilitzant la fórmula quadràtica)
{\displaystyle x={\frac {-b\pm {\sqrt {b^{2}-3ac}}}{3a}}.}
Si b2 − 3ac > 0, llavors la funció cúbica té un màxim local i un mínim local. Si b2 − 3ac = 0, llavors el cúbic punt d'inflexió és el punt crític únic. Si b2 − 3ac < 0, llavors no hi ha cap punt crític. En els casos on b2 − 3ac ≤ 0, la funció cúbica és estrictament monotonic.

## Arrels d'una funció cúbica
L'equació cúbica general té la forma
{\displaystyle ax^{3}+bx^{2}+cx+d=0\qquad (1)}
 Amb {\displaystyle a\neq 0\,.}
Aquesta secció descriu com les arrels de tal una equació poden ser computades. Els coeficients un, b, c, d és generalment assumit per ser nombres reals, però la majoria dels resultats apliquen quan pertanyen a qualsevol camp de característic no 2 o 3.

### La naturalesa de les arrels
Cada equació cúbica (1) amb els coeficients reals ha com a mínim una solució x entre els nombres reals; això és una conseqüència del teorema de valor intermedi. Podem distingir diversos casos possibles que utilitzen el discriminant,
{\displaystyle \Delta =18abcd-4b^{3}d+b^{2}c^{2}-4ac^{3}-27a^{2}d^{2}.\,}
La necessitat de casos següent per ser considerat:
- Si Δ > 0, llavors l'equació té tres arrels reals distintes.
- Si Δ = 0, llavors l'equació té una arrel múltiple i totes les seves arrels són reals.
- Si Δ < 0, llavors l'equació té un arrel real i dos nonreal complex conjugate arrels.

Per informació sobre la ubicació en l'avió complex de les arrels d'un polinomi de qualsevol grau, incloent grau tres, veure Propietats d'arrels polinòmiques i criteri d'estabilitat de Routh-Hurwitz

### Fórmula general per arrels
Per l'equació cúbica general
{\displaystyle ax^{3}+bx^{2}+cx+d=0}
La fórmula general per les arrels, en termes dels coeficients, és de la manera següent:
{\displaystyle x_{k}=-{\frac {1}{3a}}\left(b\ +\ u_{k}C\ +\ {\frac {\Delta _{0}}{u_{k}C}}\right)\,\qquad k\in \{1,2,3\}}
On
{\displaystyle u_{1}=1\ ,\qquad u_{2}={-1+i{\sqrt {3}} \over 2}\ ,\qquad u_{3}={-1-i{\sqrt {3}} \over 2}}
Són les tres arrels de cub d'unitat, i on
(Veu a sota per casos especials){\displaystyle C={\sqrt[{3}]{\frac {\Delta _{1}+{\sqrt {\Delta _{1}^{2}-4\Delta _{0}^{3}}}}{2}}}\qquad \qquad {\color {white}.}}
Amb
{\displaystyle {\begin{aligned}\Delta _{0}&=b^{2}-3ac\\\Delta _{1}&=2b^{3}-9abc+27a^{2}d\end{aligned}}}
I
On és el discriminant va parlar damunt.{\displaystyle \Delta _{1}^{2}-4\Delta _{0}^{3}=-27\,a^{2}\,\Delta \ ,}{\displaystyle \Delta }